# Aristolochia meridionalis
Aristolochia meridionalis là một loài thực vật có hoa trong họ Aristolochiaceae. Loài này được E.M.Ross mô tả khoa học đầu tiên năm 2007.